# Trigonurus edwardsi
Trigonurus edwardsi är en skalbaggsart som beskrevs av Sharp 1875. Trigonurus edwardsi ingår i släktet Trigonurus och familjen kortvingar. Inga underarter finns listade i Catalogue of Life.